# Volinsxina
Volinsxina (en rus: Волынщина) és un poble de l'óblast d'Uliànovsk, a Rússia, que el 2010 tenia 643 habitants. Pertany al districte municipal de Kuzovàtovo.